# شلومو باوم
شلومو باوم (بالعبرية: שלמה באום‏) هو موسيقي إسرائيلي، ولد في 1929 في Kfar Yehezkel ‏ في إسرائيل، وتوفي في 17 يناير 1999 في القدس في إسرائيل.